# Agnes Waterhouse
Agnes Waterhouse (o. 1503. – 29. srpnja 1566.) bila je prva žena u Engleskoj koja je pogubljena zbog vjerovanja da je vještica.
Agnes je bila sestra Elizabeth Francis i majka Joan Waterhouse. Sve tri žene su bile optužene da su vještice. Živjele su u Hatfieldu Peverelu.
Upravo su Agnes optužili da je magijom ubila nekog Williama Fynnea (? – 1565.) te su joj sudili u Chelmsfordu. Optužili su ju da je ubila svog muža i izazivala bolesti. Njezina je kći uspjela izbjeći pogubljenje.
Elizabeth je sestri dala mačku zvanu Sotona (Satan, Sathan), ali se vjerovalo da se mačka preobrazila u žabu. 
Agnes je navodno često molila Boga, ali uvijek na latinskom jer joj je Sotona zabranio moliti na engleskom.